# دانیل فرانک
دانیل فرانک (انگلیسی: Daniel Franck؛ زادهٔ ۹ دسامبر ۱۹۷۴) از ورزشکاران و مدال‌آوران در بازی‌های المپیک زمستانی اسنوبردسوار اهل نروژ است.